# Chute d'Haïfa (1265)
Croisade
La chute d'Haïfa (alors nommée Caïffa) a eu lieu en 1265, lorsque la ville a été prise par l'armée mamelouk de Baybars. Les fortifications construites sous les ordres de Louis IX ont été détruites pour empêcher le retour des croisés.